# Задорожний Семен
Семен Задорожний  (псевдо.: «Дорош»; нар. 1920, с. Переволока, тепер Бучацький район, Тернопільська область, Україна — пом. 1947, с. Озеряни, Борщівський район) — учасник Національно-Визвольних змагань. Діяч ОУНР та УПА, районовий провідник Служби Безпеки). 

## Життєпис
Загинув у с. Озеряни на Борщівщині. Його тіло органи МДБ перевезли до Бучача в урочище біля гори Федір.